# 王阜 (重泉令)
王阜（?—?），又作王追，字世公，蜀郡成都县人。
永平中，太守第五倫察舉孝廉，為重泉令。元和中，遷益州太守。撰有《聖母碑》稱：「老子者，道也。乃生於無形之先，起於太初之前，行於太素之元，浮游六虛，出入幽明，觀混合之未別，窺清濁之未分」。